# 东北塘街道
东北塘街道位于江蘇省無錫市锡山区西部，无锡市区东北部，面积18.5平方公里。户籍人口2.4万，暂住人口2.1万。下辖裕巷、农坝、大马巷、锦阳、梓旺、正阳6个行政村和严埭社区、锡通社区、东北塘居委3个社区居委会。
2009年，撤销「东北塘镇」改设「东北塘街道办事处」。